# NGC 6718
NGC 6718 est une galaxie spirale barrée située dans la constellation du Paon. Sa vitesse par rapport au fond diffus cosmologique est de 4 273 ± 99 km/s, ce qui correspond à une distance de Hubble de 63,0 ± 4,7 Mpc (∼205 millions d'al). NGC 6718 a été découverte par l'astronome britannique John Herschel en 1835.
La classe de luminosité de NGC 6718 est II.